# 청춘 낙서
《청춘 낙서》(영어: American Graffiti)는 1973년 개봉한 미국의 성장 코미디 드라마 영화이다. 조지 루커스가 감독과 공동 각본을 맡았다. 1974년 제31회 골든 글로브상 뮤지컬·코미디 영화 부문 작품상 수상작이다.
1979년 속편 《청춘 낙서 2》(More American Graffiti)가 개봉하였다.
1995년 미국 국립영화등기부에 등재되었다.

## 줄거리
1962년 여름 방학 마지막 날 밤, 고등학생인 커트 헨더슨과 스티브 볼랜더는 드래그 레이싱의 자신감 넘치는 왕 존 밀너와 인기 없지만 선의를 가진 테리 "두꺼비" 필즈와 머데스토의 멜스 드라이브인에서 만난다. 스티브와 함께 아침에 "동부"로 가서 대학에 입학할 예정인 커트는 떠나는 것에 대해 재고한다. 스티브의 여자친구이자 커트의 누나인 로리는 스티브가 "관계를 강화하기 위해" 떨어져 있는 동안 다른 사람들을 만나자고 제안하자 상처를 받는다.
고등학교 춤파티에 가는 길에 커트는 흰색 포드 선더버드를 운전하는 아름다운 금발 여성이 "사랑해"라고 속삭이는 것을 보고 밤새 그녀를 필사적으로 찾아다닌다. 춤을 떠나 그는 "파라오"라고 불리는 그리서 그룹에 합류하여 아케이드 기계에서 동전을 훔치고 경찰차에 사슬을 걸어 뒷차축을 뜯어내도록 강요당한다. 긴장된 운전 중에 파라오 리더는 커트에게 금발 여성이 매춘부라고 말하지만, 그는 믿지 않는다.
스티브가 대학에 있는 동안 차를 돌봐달라는 허락을 받은 테리는 거리를 돌아다니며 반항적인 데비를 태운다. 그녀에게 자신이 "타이거 테리"로 알려져 있다고 말하면서, 그는 차에 대해 거짓말하고 신분증 없이 술을 사면서 밤새도록 그녀에게 깊은 인상을 주려고 노력한다. 그들이 낭만적인 간주를 나누는 동안 차를 도난당하고 나중에 술 때문에 테리가 심하게 아프게 된 후, 그는 차를 되찾으려고 시도한다. 도둑들은 존이 나타나 공격자들을 막을 때까지 테리를 구타한다. 테리는 결국 데비에게 진실을 고백하고 자신이 베스파 스쿠터를 탄다고 밝힌다. 그녀는 "거의 오토바이"라고 제안하며 즐거웠다고 말하고 그와 다시 만나기로 동의한다.
크루징 동료를 찾던 존은 실수로 조숙한 12살 캐롤을 태우게 되고, 그녀는 그를 밤새 운전하도록 조종한다. 그는 의심하는 친구들에게 그녀가 돌봐야 할 사촌이라고 거짓말하고, 그녀가 혼자 집으로 걸어가려 할 때 다른 차의 탑승자들이 그녀를 괴롭히자 그는 그녀를 보호하기로 결심할 때까지 일련의 사소한 말다툼을 한다. 레이서 밥 팔파는 존의 드래그 레이싱 왕관을 놓고 경쟁하고 싶어 한다. 밤새 만나는 모든 사람에게 도전하는 동안 밥은 스티브와의 오랜 논쟁 끝에 감정적으로 힘들어하는 로리를 태운다.
파라오를 떠난 커트는 금발 여성을 위해 방송에서 메시지를 읽어달라고 상존하는 디스크 자키 "울프맨 잭"에게 요청하기 위해 라디오 방송국으로 운전한다. 방송국 직원은 울프맨이 그곳에서 일하지 않으며 쇼가 녹화된 것이라고 말하며 울프맨이 "어디에나 있다"고 주장한다. 그는 울프맨이 커트에게 "서둘러" 세상을 보라고 조언할 것이지만, 울프맨이 요청을 방송할 것이라고 약속한다. 커트가 떠날 때, 그는 그 직원이 울프맨이라는 것을 깨닫고, 울프맨은 금발 여성에게 멜스 드라이브인의 공중전화로 커트에게 전화하라고 요청하는 메시지를 읽는다.
캐롤을 집으로 데려다준 후, 존은 밥에게 도시 밖 파라다이스 로드를 따라 구경꾼들이 모인 가운데 드래그 레이싱을 하도록 유도된다. 테리가 경주를 시작하고 존이 선두를 차지하지만 밥의 타이어가 터져 차가 도랑으로 미끄러져 전복된 후 불길에 휩싸인다. 스티브는 로리와 밥이 차에서 기어 나온 후 차가 폭발하기 전에 잔해로 달려간다. 존이 경쟁자를 안전하게 돕는 동안 로리는 스티브에게 자신을 떠나지 말라고 애원하고 스티브는 모데스토에 그녀와 함께 있을 것이라고 그녀를 안심시킨다.
지친 커트는 공중전화 소리에 잠에서 깨어나 마침내 신비로운 금발 여성과 대화하게 된다. 그녀는 다음 날 밤 만날 가능성을 시사하지만, 커트는 자신이 도시를 떠날 것이라고 대답한다. 아침에 비행장에서 그는 부모님과 친구들에게 작별 인사를 한다. 이륙 후, 그는 아래 도로를 따라 흰색 선더버드가 운전하는 것을 보고 사려 깊게 하늘을 응시한다.
에필로그는 친구들의 운명을 보여준다. 1964년 존은 음주 운전자에 의해 사망했다. 1965년 테리는 베트남 남부 안록 근처에서 작전 중 실종된 것으로 보고되었다. 스티브는 머데스토의 보험 설계사이고, 커트는 캐나다에 사는 작가이다.

## 출연진
- 리처드 드라이퍼스
- 론 하워드
- 폴 러맷
- 찰스 마틴 스미스
- 캔디 클라크
- 매켄지 필립스
- 신디 윌리엄스
- 보 홉킨스
- 해리슨 포드
- 린 마리 스튜어트
- 캐슬린 퀸런
- 스콧 비치
- 수전 리처드슨
- 케이 렌즈
- 조 스파노
- 데브럴리 스콧
- 델 클로스
- 수잰 서머스

## 기타 제작진
- 공동 제작: 게리 커츠
- 배역: 프레드 루스, 마이크 펜턴
- 미술: 데니스 클라크
- 의상: 애기 거라드 로저스